# كنيسة بنغلاديش
كنيسة بنجلاديش هي كنيسة بروتستانتية تشكلت من اتحاد العديد من الكنائس البروتستانتية في بنجلاديش ، وخاصة الطائفتان الأنجليكانية والمشيخية. كنيسة بنجلاديش هي عضو في الاتحاد الأنجليكاني والشركة العالمية للكنائس الإصلاحية. 

## تاريخ
ظهرت كنيسة بنجلاديش نتيجة لانفصال مقاطعة البنغال الشرقية عن باكستان . بدأ هذا كحركة ركزت على اللغة وتشكلت خلال حرب التحرير في عام 1971 ، والتي أدت إلى إنشاء بنجلاديش المستقلة. أعلن سينودس كنيسة باكستان في 30 أبريل 1974 عن استقلال كنيسة بنجلاديش. تجمع كنيسة بنجلاديش بين الكنائس الأنجليكانية والإنجليزية المشيخية المصلحة.
بعد إنشاء كنيسة بنجلاديش ، بُذلت جهود لزيادة القيادة المحلية. تم تكريس موندال كأول أسقف وطني لأبرشية دكا في عام 1975. وحاول اتباع طريق الأسقف بلير ، من خلال تشجيع المشاركة الفعالة للقادة العلمانيين من جميع أقسام التجمعات الكنسية. بعد إنشاء السينودس ، أصبح موندال أول رئيس لسينودس كنيسة بنجلاديش ومايكل باروي نائب الرئيس. في وقت تقاعد موندال ، تم انتخاب أسقف جديد ، وأصبح بول ساركر ، في يناير 2003 ، ثالث أسقف وطني لكنيسة بنجلاديش. على الرغم من أن لقب «رئيس الأساقفة» غير مستخدم في هذه المقاطعة ، فمنذ تلقيب أسقف دكا بأنه رئيس أساقفة داخل الاتحاد الأنجليكاني ، كان يحق له استخدام لقب صاحب الغبطة.  رئيس السينودس الحالي هو صموئيل مانكين ، جلس علي كرسيه في 5 ديسمبر 2018.

## أبرشيات
توجد ثلاث أبرشيات تابعة لكنيسة بنجلاديش:

### أبرشية دكا
أقيمت في عام 1956 عن طريق تقسيم أبرشية كلكتا ، والأبرشية (التي كانت تسمى أصلاً «البنغال الشرقية») كانت تشمل كل شرق باكستان . كانت الأبرشية جزء من كنيسة الهند وباكستان وبورما وسيلان حتى عام 1970 باعلان اتحاد كنيسة باكستان . أصبحت الأبرشية الوحيدة لكنيسة بنجلاديش عند استقلال كنيسة بنجلاديش في 30 أبريل 1974. الي أن قسمت أبرشية دكا لإنشاء أبرشية كوشتية ، وكان رئيس السينودس دائما هو أسقف دكا. 
- 1956-1975: جيمس دي بلير (مساعد أسقف في كلكتا (عن شرق البنغال) ، 1951-1956)
- 1975-2003: موندال (تم تكريسه في 16 فبراير 1975 ، كنيسة أكسفورد الإرسالية )
- 2003-2009: مايكل باروي (تم تركيبه في 24 يناير 2003)
- 2009 – 18 فبراير 2019 (متقاعد. ): بول ساركر (مدير الجلسة 2009 [5] – 19 نوفمبر 2018) [6]
- 2019 إلى الوقت الحاضر: صموئيل مانكين

### أبرشية كوشتية
تأسست من أبرشية دكا عام 1990. كان أسقف في كوشتية نائب رئيس الجلسة  حتى عام 2018 ، عندما أصبح أسقف باريسال نائب رئيس السينودس (باعتباره ثاني أكبر أسقف بالتكريس).
- مايكل باروي (كرس 30 نوفمبر 1990 ، سانت بيتر راتانبور )
- بول ساركر (تم تكريسه في 5 يناير 2003 ، كنيسة أكسفورد الإرسالية)
- ؟ –2019: صموئيل مانكين (تم تكريسه في 8 نوفمبر 2009 ، سانت هلواغات مريم ؛ منسق الحوارات منذ 19 نوفمبر 2018) [6]
- 2019 إلى الوقت الحاضر: هيمن هالدير (تم تكريسه في 27 يناير 2019) [7]

### أبرشية باريسال
تشكلت عام 2017  من أبرشية دكا. 
- 2017 إلى الوقت الحاضر: شورابه فوليا (تم انتخابه في 24 فبراير ؛ [10] تكريسه في 30 أبريل ، في كاتدرائية المسيح الملك خليشبور ؛ [11] تم تنصيبه في 18 يونيو ؛ [12] نائب رئيس السينودس منذ 19 نوفمبر 2018) [6]

## إعادة هيكلة الأنجليكان
كنيسة بنجلاديش هي عضو في الجنوب . حضر بول ساركر اجتماع الكنيسة الأنجليكانية في أمريكا الشمالية من 13-15 مايو 2017 ، في كاتدرائية هولي كروس ، في لوجانفيل ، جورجيا . ووقع هو ورئيس الأساقفة فولي بيتش رئيس الكنيسة الأنجليكانية في أمريكا الشمالية ، على «بيان مشترك بأتحاد كنيسة بنجلاديش والكنيسة الأنجليكانية في أمريكا الشمالية» ، لتأكيد الشركة بين الكنيستين. كما تمت مناقشة كيف يمكن لكلتا المقاطعتين العمل جنباً إلى جنب. كانت كنيسة بنجلاديش أول مقاطعة في الاتحاد الأنجليكان تعلن عن الشركة الكاملة مع الكنيسة الأنجليكانية في أمريكا الشمالية. 
لم يتم تمثيل كنيسة بنجلاديش في جلسة مؤتمر المستقبل الأنجليكاني العالمي ، الذي عقد من 17-22 يونيو 2018 ، لأنها عقدت في القدس ، لكن صموئيل مانكين حضر جلسة مؤتمر المستقبل الأنجليكاني العالمي الذي عقد في دبي ، في 25 فبراير - 1 مارس 2019.